# Joseph Timothy O'Callahan
Joseph Timothy O'Callahan, ameriški jezuit, vojaški kaplan, filozof in učitelj, * 14. maj 1905, † 18. marec 1964.
O'Callahan je bil pred vojno profesor matematike, filozofije in fizike na Kolidžu Boston (1927-37), profesor filozofije na Kolidžu Weston (1937-38) in predstojnik matematičnega oddelka na Kolidžu Svetega Križa v Worcesterju (1938-40).
Leta 1940 je vstopil v Korpus pomorskih kaplanov ZDA. Zaradi izkazanega poguma in požrtvovalnosti med reševanjem posadke na napadeni letalonosilki USS Franklin (CV-13) je prejel medaljo časti.
Leta 1948 se je vrnil v Kolidž Sv. Križa, kjer je ostal profesor filozofije do svoje smrti leta 1964.
1. 1 2  SNAC — 2010.
2. 1 2  Find a Grave — 1996.